# Богородица Лидска
Икона Богородице Лидске (или икона Богородице Римљанке) је икона за коју се у хришћанској традицији спомиње да је чудотворна. У хришћанској традицији помиње се да је патријарх Герман послао ову икону у Рим за време иконоборства и да је она сама допловила ту брже од било код брода, а кад су се иконоборци уморили од прогона она је допловила назад у Цариград истим путем.
Српска православна црква слави помен ове иконе 26. јуна по црквеном, а 9. јула по грегоријанском календару.